# Järnvägslinjen Torup–Hyltebruk
Järnvägslinjen Torup–Hyltebruk är en enkelspårig och oelektrifierad järnväg mellan Torup i Halland och Hyltebruk i Småland.

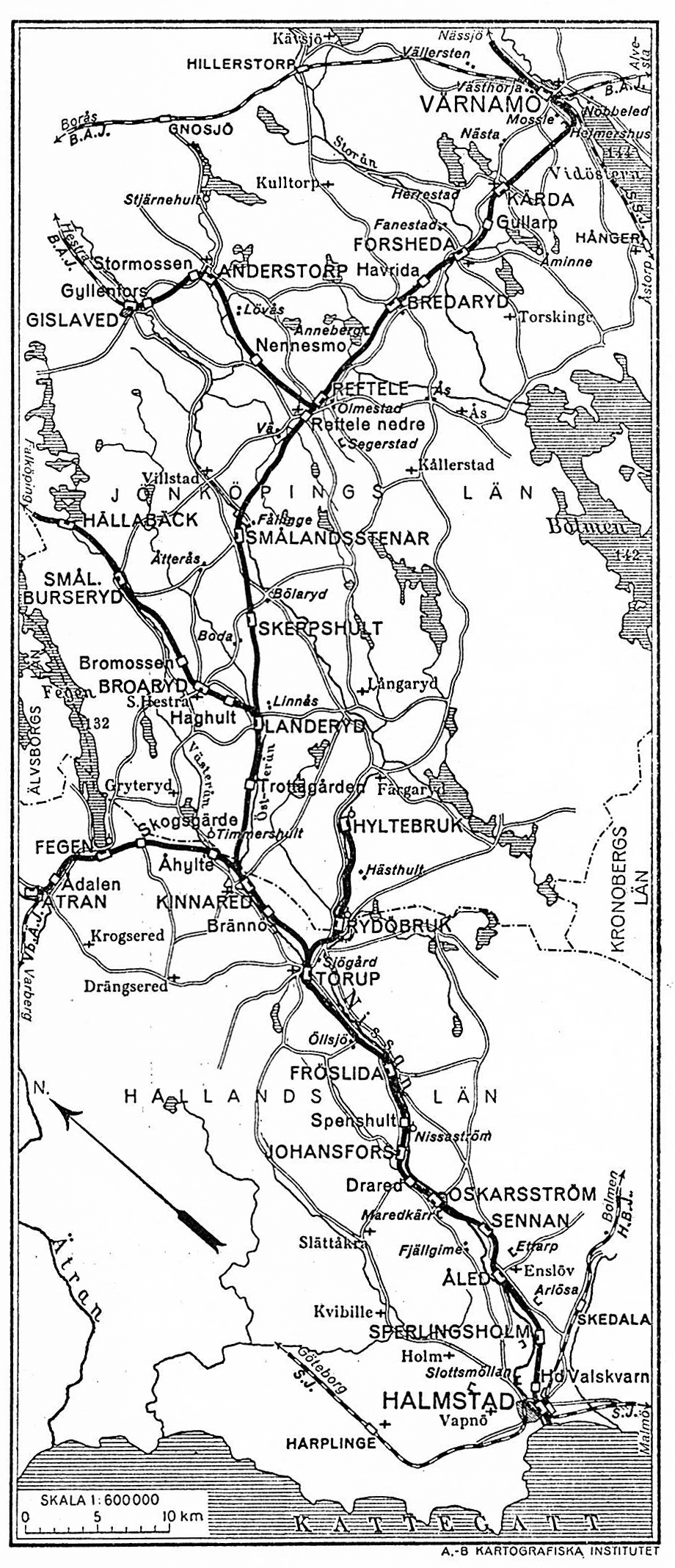
HNJ. Karta 1926

## Historik
Mellan Torup och Rydöbruk öppnades banan 1898 för godstrafik och för allmän trafik 1909. Den fortsatta sträckningen till Hyltebruk invigdes 1909. Båda bandelarna byggdes av HNJ. Det var utbyggnaden av papersmasseindustrin i Rydöbruk och senare i Hyltebruk som drev fram denna utbyggnad av järnvägsnätet.
Persontrafiken nedlades först 1957 men återupptogs 1990 för att åter nedläggas 1996. 1996 indrogs också tågklareraren i Hyltebruk varvid linjen nedklassades till spärrfärdsbana vilket den är idag. Banan används numera mest för transport av tidningspapper från Hylte bruk, en del i Stora Ensokoncernen.